# Vomit Gore-trilogin
The Vomit Gore Trilogy är en långfilmstrilogi som består av tre kanadensiska surrealistiska psykologiska skräckfilmer skrivna och regisserade av Lucifer Valentine och producerade av No Body Trilogi. Valentine myntade "vomit gore" som ny undergenre för att beskriva trilogin. Trilogin har en bruten kronologi och följer rymlingen Angela Aberdeen, en tonårig strippa som lider av bulimi. Trilogin handlar framförallt om situationer med kräkningar, kannibalism, sexuellt våld, blod, grovt våld, tortyr och mord.

## Filmer

### Slaughtered Vomit Dolls(2006)
För att få ekonomin att gå ihop börjar Angela Aberdeen arbeta som prostituerad. I takt med att hennes bulimi blir värre, utsätts hon för en rad hallucinationer där hon ser både sina strippkollegor såväl som olika andra personer dö. Filmen släpptes på  DVD samtidigt samtidigt som den hade en begränsad biopremiär den 14 februari 2006.

### ReGOREgitated Sacrifice(2008)
Angela som nu befinner sig i helvetet, möter två tvillingsuccubae som torterar och misshandlar henne våldsamt och sexuellt. Filmen släpptes på DVD samtidigt som den hade en begränsad biopremiär den 13 juni 2008. Kritiker begränsade frigivningen på grund av våldet.

### Slow Torture Puke Chamber(2010)
Den sista filmen i trilogin som släpptes den 27 juli 2010.